# NGC 3981
NGC 3981是一個距離地球約6200萬光年的螺旋星系，在天球上位於巨爵座。NGC 3981由威廉·赫歇爾發現於1785年2月7日。 
NGC 3981是NGC 4038星系群的成員星系，也是室女超星系团的一部份

## 外部連結
- NGC 3981 on SIMBAD（页面存档备份，存于）